# USS Amberjack (SS-219)
«Емберджек» (англ. USS Amberjack (SS-219)) — підводний човен військово-морських сил США типу «Гато», що взяв участь у бойових діях Другої світової війни.
Човен спорудила компанія General Dynamics Electric Boat на верфі у Гротоні, штат Коннектикут. Його заклали 15 травня 1941 року, ще до вступу США у Другу Світову, а спустили на воду 6 березня 1942-го, вже після нападу Японії. Після проходження випробувань поблизу Нью-Лондону (Конектикут) та Ньюпорту (Род-Айленд) човен 20 липня 1942-го вирушив до місця служби та 20 серпня прибув до Перл-Гарбору, де увійшов до складу Тихоокеанського флоту.

## Походи
Всього човен здійснив три бойові походи

### 1-й похід
3 вересня 1942-го «Емберджек» вирушив до визначеного йому району бойових дій, котрий простягався на північний-схід від островів Нова Ірландія (архіпелаг Бісмарка) та Бугенвіль (Соломонові острови). Перша атака поблизу Кавієнгу (північне завершення Нової Ірландії) виявилась невдалою, зате через кілька діб у Бугенвільській протоці (відділяє Бугенвіль від розташованого далі на схід острова Шуазель) човен торпедував та потопив вантажо-пасажирське судно Широгане-Мару.
25 вересня з «Емберджека» помітили ціль, визначену як крейсер, проте есмінець, що його супроводжував, змінив курс в бік човна та за допомогою глибинних бомб змусив відмовитись від атаки. Протягом кількох наступних днів човен провів рекогносцирування кількох невеликих островів, зокрема, Ка́ртерет (Кілінаїлау).
Після ще однієї невдалої атаки на ціль, визначену як крейсер (на цей раз «Емберджек» у два заходи випустив шість торпед, проте не досяг влучання), човен наприкінці першої декади жовтня за шість сотень кілометрів на південний схід від атолу Трук (важлива японська база на сході Каролінських островів) зустрів вантажо-пасажирське судно Сенкай-Мару, яке поверталось із рейсу на Соломонові острови. Судно поцілили однією торпедою, проте воно зберегло хід. «Емберджек» почав переслідування та спершу на великій дистанції провів безрезультатний артилерійський бій (японське судно мало певне озброєння для самозахисту). Нарешті, після тригодинної погоні човен наблизився достатньо, щоб вразити ціль ще однією торпедою, котра стала вирішальною у цьому бою.
10 жовтня «Емберджек» підійшов до Кавієнгу та з відстані дещо більшої за 3 км (знаходячись за межами гавані) атакував судна, котрі стояли на якорях всередині порту. При цьому вдалось потопити Тонан-Мару № 2, котре наразі виконувало завдання по доставці літаків (взагалі ж це одне з найбільших японських суден тоннажем 19262 тони перед самою війною переобладнали із плавучої бази китобійної флотилії у танкер). Оскільки Тонан-Мару № 2 лягло на ґрунт на мілководді, вже у листопаді 1942-го воно було підняте та після ремонту повернене в експлуатацію (у підсумку в серпні 1944-го потоплене підводним човном Pintado). Під час тієї ж атаки на якірну стоянку отримало пошкодження вантажне судно Тенрю-Мару (4864 тони), яке протягом наступного року намагались відремонтувати в самому Кавієнгу, проте в грудні 1943-го воно затонуло внаслідок атаки літаків з авіаносців «Банкер-Гілл» та «Монтерей».
За кілька діб човен вирушив на острів Еспіриту-Санту (архіпелаг Нові Гібриди) для ремонту баластної цистерни та прибув туди 19 жовтня. Тут «Емберджек» наказали виконати незвичне завдання з доставки 40 тонн авіаційного бензину, 500 бомб вагою по 40 кг та 15 льотчиків-винищувачів на острів Гуадалканал (східні Соломонові острови), за який точились важкі бої. Вже на шляху туди місце призначення змінили на Тулагі (невеликий острів та гавань трохи північніше Гуадалканалу). Розвантажившись вночі 25 жовтня, човен попрямував до східного узбережжя Австралії і 30 жовтня завершив свій похід у Брисбені, де облаштували базу американських підводних сил.

### 2-й похід
21 листопада 1942-го човен знов вирушив до Соломонових островів. Під час цього походу він кілька разів безрезультатно відстрілявся зі своїх торпедних апаратів: по групі із двох есмінців, по підводному човну та по конвою вантажних суден, котрий прямував до Рабаулу. 20 грудня «Емберджек» отримав певні пошкодження від скинутих з японських есмінців глибинних бомб, проте продовжив патрулювання біля оберненого на північний схід узбережжя Нової Ірландії. У підсумку, не здобувши нових перемог, човен 11 січня 1943-го повернувся до Брисбену.

### 3-й похід
24 січня 1943-го «Емберджек» полишив базу, проте невдовзі був вимушений знов зайти до Брисбену для усунення незначних пошкоджень, отриманих під час занурення на велику глибину. Повторно відпливши 26 січня, човен попрямував до Соломонових островів. Тут він передусім повинен був переривати комунікації якірної стоянки Шортленд — прикритої групою невеликих островів Шортленд акваторії біля південного завершення острова Бугенвіль, де японці облаштували свою базу. Також «Емберджек» підходив з заходу до Буки (порт на однойменному острові біля північного завершення Бугенвіля), де 3 лютого гарматним вогнем потопив двощоглову шхуну.
Далі човну наказали перейти в район на схід від острова Велья-Лавелья (сотня кілометрів на південний схід від Бугенвілю), і 4 лютого «Емберджек» доповів про перемогу у нічному бою з вантажним судном, по якому випустили п'ять торпед, та загибель одного члена екіпажу внаслідок кулеметного вогню у відповідь (японськими даними ця перемога не підтверджується). 8 лютого «Емберджеку» наказали повернутись до дій на комунікаціях між Шортлендом, Букою та Рабаулом.

## Загибель
13 лютого човен підняв із води збитого японського льотчика, а під вечір став об'єктом атаки для двох ворожих есмінців. Про це з «Емберджек» повідомили 14 лютого 1943 року, після чого корабель більше на зв'язок не виходив.
Після війни вдалось з'ясувати, що 16 лютого 1943 року японський патрульний літак атакував підводний човен біля південного входу до протоки Сент-Джордж, через яку проходить траса від Соломонових островів до Рабаула. Після цього в районі з координатами 5°05′ пд. ш. 152°37′ сх. д. / 5.083° пд. ш. 152.617° сх. д. торпедний катер «Хаедорі» та мисливець за підводними човнами № 18 скинули на субмарину дев'ять глибинних бомб, після чого на поверхні з'явились нафтові плями та уламки. Вважається, що саме ця атака стала причиною втрати «Емберджека».
Втім, 18 лютого поблизу Рабаула один з японських конвоїв став об'єктом нападу зі сторони підводного човна, якому вдалось пошкодити вантажне судно, після чого кораблі ескорту провели контратаку. Наступного дня два японські гідролітаки в тому ж районі помітили та атакували підводний човен, слід за чим на поверхні була помічена велика нафтова пляма. За однією з версій, ці події пов'язані із потопленням підводного човна Grampus. Втім, за іншою реконструкцією подій останній був втрачений на два тижні пізніше в затоці Кула, тоді бій 19 лютого на підходах до Рабаулу може відноситись до «Емберджека».

## Бойовий рахунок
| Дата       | Назва         | Тип                 | Тоннаж | Місце           |
| 19.09.1942 | Широгане Мару | вантажо-пасажирське | 3130   | 6°33'S 156°05'E |
| 07.10.1942 | Сенкай Мару   | вантажо-пасажирське | 2095   | 1°55'N 153°42'E |